# Turdics vára
Turdics vára (horvátul: Utvrda Tvrdić), várhely Horvátországban, az Újgradiska melletti Tisovac falu határában.

## Fekvése
A falutól északra, egy 360 méteres magaslaton találhatók maradványai, melyet a Jambrovac és a Pokotina-patakok folynak körül. Közvetlen közelében a domboldalon még két kisebb patak folyik le a völgybe.

## Története
A várról nem sokat lehet tudni, valószínűleg a 13. században építették nemesi várként. Azonos lehet a középkori forrásokban „Tordych, Therdich, Therdygh, Tverdygh”  alakokban említett birtokkal. A térség 1536-ban került török uralom alá. Ekkor pusztulhatott el a vár is.

## A vár mai állapota
A lelőhelyet mára teljesen benőtte a növényzet. Központi része egy nagyjából 20-szor 20 méteres ovális magaslat, melynek közepén egy 7 és félszer 10 méteres bemélyedés, északkeleti részén egy félkör alakú mesterséges mélyedés, délnyugati részén pedig egy kis kiugrás található. A központi részt egy 10 méter szélességű árok övezi, melynek legnagyobb mélysége 6-7 méter a keleti oldalon található.